# 沃格拉伊納河
46°14′N 15°17′E / 46.233°N 15.283°E

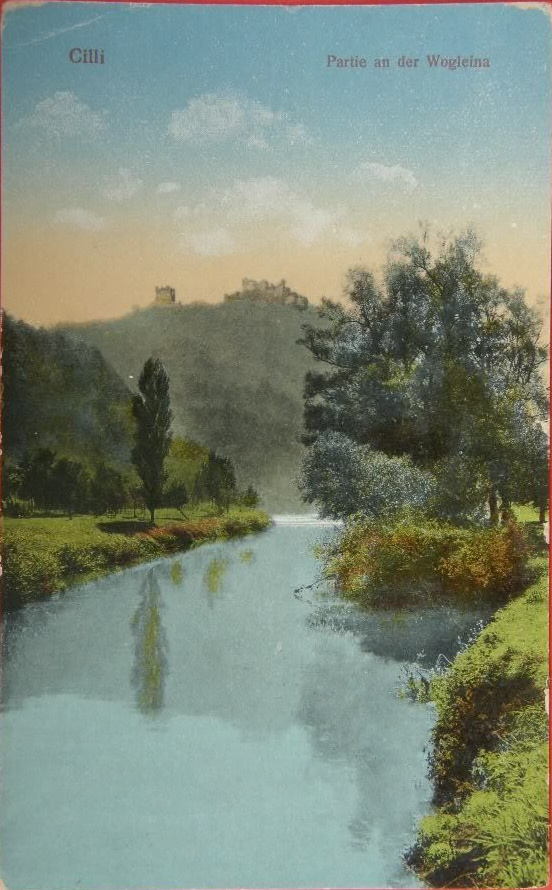

沃格拉伊納河，是斯洛文尼亞的河流，位於該國東部，屬於薩維尼亞河的左支流，河道全長24公里，流域面積412平方公里，河口處在采列。